# Marlies Grötzinger
Marlies Grötzinger (* 1959 in Laupheim) ist eine deutsche Schriftstellerin und schwäbische Mundart-Dichterin.

## Leben
Marlies Grötzinger wuchs in Schwendi-Bußmannshausen im schwäbischen Oberland auf. In der Familie wurde Dialekt gesprochen, Schriftdeutsch lernte sie erst in der Grundschule.  Als Diplom-Verwaltungswirtin (FH) arbeitet sie im Bereich Öffentlichkeitsarbeit beim Landkreis Biberach sowie als Journalistin und Schriftstellerin.
Seit 1987 schreibt sie Geschichten, Glossen und Gedichte in oberschwäbischer Mundart. Sie veröffentlichte in Zeitungen, Zeitschriften, Anthologien, im Hörfunk sowie eine CD und mehrere eigene Bücher bei verschiedenen Verlagen. Sie engagiert sich in mehreren Mundartvereinen und hilft als Kalendermacherin mit, die oberschwäbische Sprache lebendig zu erhalten.
Ihr erster Roman mit dem Titel „Seenot – Schwarzer Sonntag am Bodensee“ (2014) basiert auf einem realen Schiffsunglück. Weitere Romane um die Wasserschutzpolizistin Isabel Böhmer folgten: „Seebeben“ (2019) und „Seerausch“ (2021). Darin erzählt die Schriftstellerin vom Treiben am Schwäbischen Meer.
Grötzinger lebt in Burgrieden und am Bodensee.

## Auszeichnungen
- 2013 wurde sie von der baden-württembergischen Ministerin für Wissenschaft, Forschung und Kunst, für „herausragende Verdienste um die Heimat“ mit der Heimatmedaille Baden-Württemberg ausgezeichnet.[2]
- 2024 wurde sie mit dem Förderpreis in der Kategorie „Literatur“ des Landespreises für Dialekt Baden-Württemberg ausgezeichnet[3]

## Werke
- Seerausch, Gmeiner-Verlag, Meßkirch 2021, ISBN 978-3-8392-2859-3
- Seebeben, Gmeiner-Verlag, Meßkirch 2019, ISBN 978-3-8392-2481-6
- Seenot – Schwarzer Sonntag am Bodensee. Verlag Robert Gessler, Friedrichshafen 2014, ISBN 978-3-86136-188-6
- mit Albin Beck, Hugo Breitschmid, Bernhard Bitterwolf, Ingrid Koch, Rösle Reck, Hermann Rehm, Paula Renz, Erika Walter: Schwobakäpsela, 2. Auflage. Silberburg-Verlag, Tübingen 2012, ISBN 978-3-87407-995-2
- Die sieben Schwaben: endlich auf schwäbisch, 2. Auflage. Silberburg-Verlag, Tübingen 2011, ISBN 978-3-8425-1164-4
- Sapperlott. Silberburg-Verlag, Tübingen 2009, ISBN 978-3-87407-827-6
- Originale rund um den Bussen – Vierter Band. Eppe, Aulendorf 2004, ISBN 978-3-89089-266-5
- Originale rund um den Bussen – Dritter Band. Eppe, Aulendorf 2003, ISBN 978-3-89089-253-5
- Originale rund um den Bussen – Zweiter Band. Eppe, Aulendorf 2003, ISBN 978-3-89089-248-1
- mit Brigitte Armschat, Rainer Fliege, Luitgard Kasper-Merbach, Ilse Knoll, Gabriele Rief-Mohs, Christel Weller, Kornelia Wigh, Kristin Winter: Wurzeln und Flügel. Dr. Alfons Kasper Verlag, Bad Schussenried 2002, ISBN 3-928321-22-6
- Die sieba Schwoba: endlich auf schwäbisch. Silberburg-Verlag, Tübingen 2002, ISBN 3-87407-538-9
- Laupheimer Anekdoten & Originale. Burgrieden 1997, ISBN 3-00-000954-X
- Originale rund um den Bussen – Erster Band. Eppe, Aulendorf 1997, ISBN 978-3-89089-232-0
- mit Lidwina Bozo, Markus M Jung, Sabine Meyer, Ludwig Soumagne, G Speyer: Bosener Wege: Die Ergebnisse des 3. Mundart-Symposions 1995. PVS Pressevertrieb, Saar 1996, ISBN 3980545407
- mit Alfons Kasper, Hannelore Nussbaum, Rainer Fliege, Luitgard Kasper-Merbach, Helmfried Knoll, Luitgard Knoll, Gabriele Rief-Mohs: Winterlichter: Lyrik und Prosa zur Winterzeit, Dr. Alfons Kasper Verlag 1994, ISBN 3928321153
- Dr Urmensch hot schwäbisch gschwätzt. Eppe, Bergatreute 1993, ISBN 3-89089-224-8
- Pflegebedürftig: Was nun?. Droemer Knaur, 1991, ISBN 342607883X